# Pirro Nord
Die archäologische Fundstätte Pirro Nord, auch bekannt als Cava Pirro oder Cava Dell’Erba,  barg die möglicherweise ältesten menschlichen Werkzeuge in Europa, in jedem Falle die ältesten Italiens. Sie liegt in der Region Apulien, genauer in einem Steinbruch bei Apricena in der Provinz Foggia.

## Entdeckung, Einordnung, Fundstücke, Ausgrabungen
Zur Zeit der ersten Einwanderung menschlicher Gruppen war Italien noch erheblich schmaler, die Abruzzen hatten sich noch nicht gehoben, die Adria begann erst im Gebiet des Monte Gargano, also nicht weit von Pirro Nord entfernt.
Bei Pirro Nord handelt es sich um ein kompliziertes Karstsystem, das aus zahlreichen Höhlungen besteht. Diese werden mit „Pirro 10“ oder „Pirro 13“ näher bezeichnet, Letzteres liegt in einer Steilwand und birgt die Steinwerkzeuge, die den Nachweis menschlicher Anwesenheit lieferten.

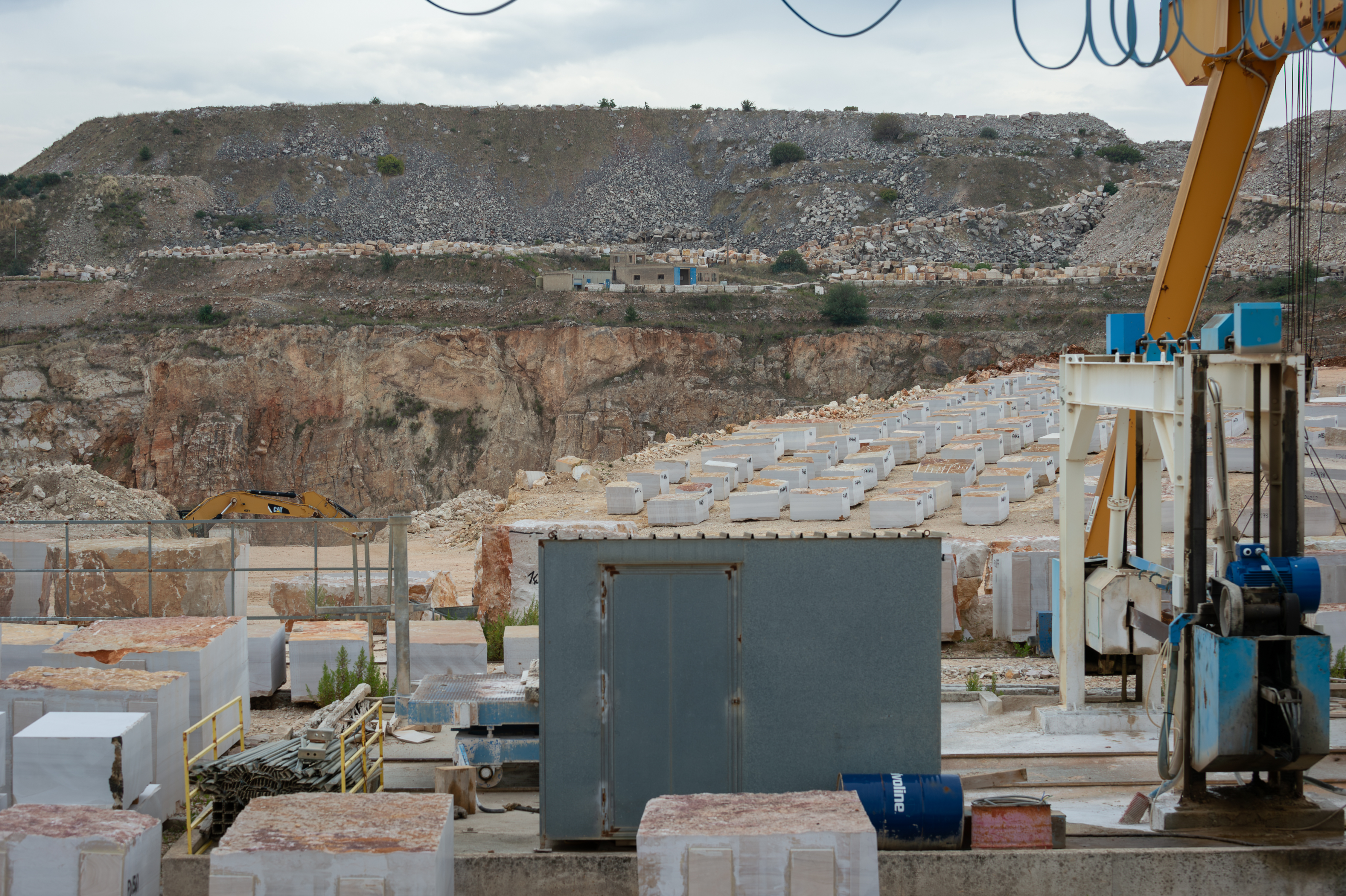
Pirro Nord P13 befindet sich in der Felswand etwa in der Bildmitte

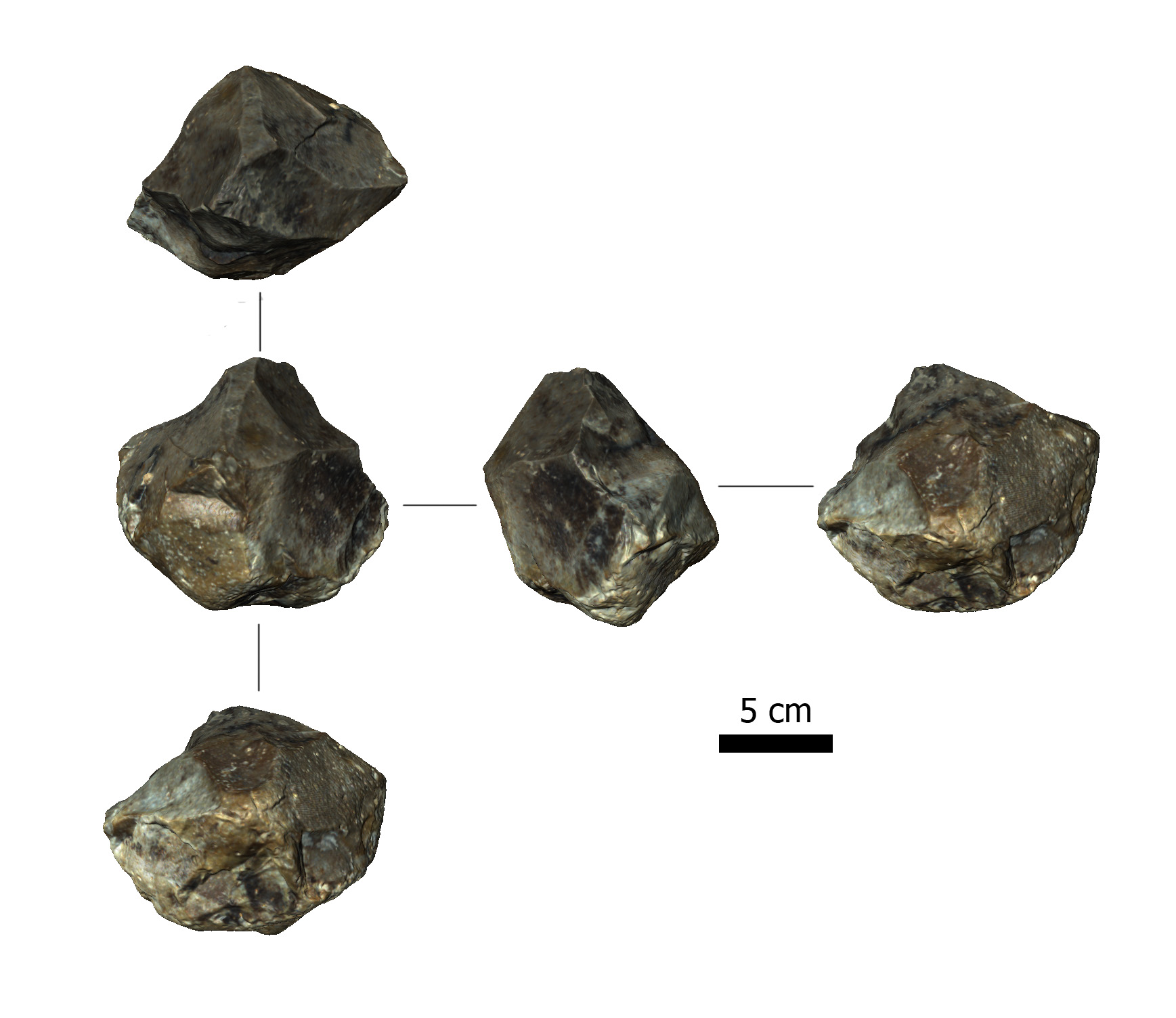
Flintkern

Die 2006 entdeckte und seit 2008 ausgegrabene lithische Industrie wurde dabei anfangs nur von drei Kernen und sieben Silex-Abschlägen repräsentiert. Bis 2010 wuchs diese Zahl auf 235 Stücke an, Anfang 2012 waren es bereits über 250, 2014 waren es über 340. Technologisch ähneln die Steinwerkzeuge den übrigen frühesten Funden Europas. Einige Werkzeuge von geringer Qualität deuten darauf hin, dass die Menge des hochwertigen Silex in der Umgebung der Höhlen begrenzt war.
Die Ausgrabungen werden unter Federführung der Universität Ferrara, genauer des Dipartimento di Biologia ed Evoluzione, in Zusammenarbeit mit der Universität La Sapienza in Rom und der Universität Turin durchgeführt.

## Ökologie, Ernährung
Diese Artefakte fanden sich in Verbindung mit tierischen Überresten, was Rückschlüsse auf Tier- und Menschen-Wanderungen, die Datierung, die Vergesellschaftung mit lokalen Tierarten, die menschliche Ernährung, die Jagd- und Zerlegungstechniken zulässt.
Die tierischen Überreste stammten etwa von der nur in Italien vorgefundenen Art Allophaiomys ruffoi, einer Wühlmausart, oder von Episoriculus gibberodon. Episoriculus stammt aus der Familie der Spitzmäuse und kommt heute in Europa nicht mehr vor. Diese Nager traten typischerweise zusammen mit großen Säugern wie Bison degiulii oder Equus altidens, Bison- oder Pferdearten auf, aber auch mit Großkatzen und Elefanten, Hirschen (Axis eurygonos), Stachelschweinen (Hystrix refossa), Bären (Ursus etruscus) und Hunden (Canis mosbachensis, der vor knapp 800.000 Jahren verschwand). Diese Fauna definiert die Pirro Nord Faunal Unit in der westeuropäischen Biochronologie.
Die in Warmphasen wahrscheinlich am Rande der Abruzzen eingewanderten Tiere, die in Kaltzeiten möglicherweise über Ligurien an das Tyrrhenische Meer kamen, lebten immer wieder so lange isoliert, dass endemische Arten entstanden, wie Palaeoloxodon antiquus italicus. Die große Artenvielfalt wurde erst mit dem Maximum der Vereisung in der letzten Kaltzeit und vielleicht durch menschliche Einwirkung vor rund 30.000 Jahren stark reduziert.
Möglicherweise folgten menschliche Jäger vor mehr als 1,3 Millionen Jahren dann erneut den Elefanten und Bisons, die vor 870.000 Jahren einer besonders trockenen Kaltphase nach Süden und Westen auswichen. So zogen sie von Osten (Georgien, Dmanisi) westwärts nach Italien, Südfrankreich und Spanien. Vor allem könnte dabei erstmals die Po-Ebene als Schweifgebiet genutzt worden sein, denn die alpen- und abruzzennahen Gebiete waren unpassierbar.

## Film
- Memorie di una Pietra von F. Scapin (LUMINA Film)